# 중국국제텔레비전
중국국제텔레비전(중국어 간체: 中国环球电视网)은 중화인민공화국의 국가라디오영화텔레비전총부(廣播電影電視部) 소속 국영 방송 텔레비전 방송국인 중국중앙텔레비전(中國中央電視台)의 국제방송 텔레비전 방송국이다. 2016년 12월 31일부터 CCTV의 외국어 전 채널들을 본 방송국으로 분리해 채널명을 새로 개명되었다.
CGTN은 2016년 시진핑 주석의 표현에 따르면 "중국의 이야기를 말하고 중국의 목소리를 알리기"위해 세워졌다.

## 연혁
- 2003년 1월 1일: CCTV-9가 종합 방송사로 미국에 송출 시작.
- 2010년 4월 26일: CCTV-9이 CCTV-NEWS로 채널명을 변경.
- 2016년 12월 31일: 회사 창립 및 CCTV 외국어 전 채널 분리.
- 2018년 9월 18일: 미국 법무부가 신화통신사와 CGTN에 외국대리인등록법(FARA)에 따라 외국 대리인으로 등록하라고 통보함.
- 2021년 2월 4일: 오프컴이 CGTN의 편집의 독립성이 보장되지 않고 중국 정부의 통제하에 있다는 이유로 영국 내 방송을 금지시킴.[2]

## 현황
CGTN은 본사가 있는 베이징을 포함해, 워싱턴 D.C., 런던, 나이로비에 스튜디오가 있고 전세계 70여개 지국을 두고 있다.
CGTN의 트위터 팔로워는 1300만명 이상으로 중국 관영언론들 중 가장 많고, 하루 평균 200개 이상의 트윗을 올라온다. 하지만 트윗마다 평균 리트윗 수는 7개, 추천은 23개에 불과해 실제 독자 수는 매우 적을것으로 추측된다.

## 비판
국경 없는 기자회는 CGTN이 전세계에 중국 정부의 프로파간다를 전파하고, 홍콩에서 납치된 출판업자 구이 민하이(桂民海)의 강요된 자백을 방송했다고 비판했다.

## 방송 채널
- CGTN: 영어 뉴스 채널 (구 CCTV-9→CCTV-NEWS, 1997년 9월 20일 개시)
- CGTN 스페인어: 에스파냐(스페인어) 채널 (구 CCTV-Español, 2007년 10월 1일 개시)
- CGTN 프랑스어: 프랑스어 채널 (구 CCTV-Français, 2007년 10월 1일 개시)
- CGTN 아랍어: 아랍어 채널 (구 아랍어: CCTV-العربية, 2009년 7월 25일 개시)
- CGTN 러시아어: 러시아어 채널 (구 CCTV-Русский, 2009년 9월 10일 개시)
- CGTN 다큐멘터리: 영어 다큐멘터리 채널 (구 CCTV-9 Documentary, 2011년 1월 1일 개시)

## 라디오 채널
- CGTN 라디오: 라디오 뉴스 채널 (1947년 9월 11일 개시)

## 같이 보기
- 중국중앙텔레비전
- 중국일보
- 한국방송공사